# 马沛文
马沛文（1921年3月17日—2014年2月7日），生于陕西省米脂县，中华人民共和国新闻工作者。

## 生平
毕业于陕西榆林中学，后任教，1941年入学延安鲁艺文学系，毕业后分配到延安解放日报、西北边区群众报，任编辑室任编辑、主编。1953年1月，调到人民日报国际部任编辑，后担任理论部副主任。1974年3月，调入光明日报社，1980年7月，任光明日报副总编辑。